# Romano di Rouen
Romano di Rouen, in lingua francese Saint Romain de Rouen (... – Rouen, 23 ottobre 640), è stato un arcivescovo franco, resse la diocesi di Rouen.
La sua vita è nota solo tramite la tradizione e la leggenda. Egli sarebbe vissuto sotto re il re merovingio Dagoberto I, di cui fu referendario e cancelliere. Venerato come santo, viene celebrato il 23 ottobre. Patrono di Rouen, viene invocato contro i rischi della follia e dell'annegamento.
Le fonti biografiche sono antichi testi agiografici e l'iconografia delle vetrate della cattedrale di Rouen e della chiesa di Saint Godard.

## Agiografia
Vi sono quattro agiografie del santo note come Vitae Romani o Vies de Saint Romain: una è stata scritta in versi latini nell'VIII secolo. Una Vita in prosa è stata indirizzata all'arcivescovo di Rouen dal decano di Saint-Médard de Soissons. Esse sono conservate presso la Biblioteca municipale di Rouen, mentre una è nella Biblioteca nazionale di Francia, a Parigi.
Romano nacque da famiglia aristocratica: prima della sua nascita, la madre Felicita si lamentava della propria sterilità; una notte un angelo sarebbe apparso in sogno al padre, Benedetto, annunciandogli che il suo focolare sarebbe stato allietato dalla nascita di un bimbo. Ancor molto giovane, come succedeva spesso ai giovani aristocratici del tempo, fu inviato alla corte del re. Qui i giovani nobili, oltre a svolgere alcuni servizi domestici, ricevevano un'istruzione ed un'educazione appropriate, prima di essere rimandati alle terre di origine con il titolo di vescovo o quello di conte. Fu così che egli incontrò sant'Audoeno e sant'Eligio . Gli venne impartita un'istruzione cristiana ed intellettuale ed apprese il diritto e l'amministrazione.
Nel 639 la sede episcopale di Rouen era vacante ed il collegio dei canonici della cattedrale espresse la volontà di eleggere Romano: il re approvò la scelta dei canonici ed offrì il bastone pastorale a Romano.
Alla sua morte, il suo corpo fu sepolto ad un miglio dalla città, secondo l'uso romano, in un sarcofago di marmo rosso, ospitato in una cappella funeraria, divenuta poi l'attuale chiesa di Saint-Gervais.

## Culto
Tra l'844 e l'847, l'imperatore Carlo il Calvo, residente presso Soissons, esercitò pressioni sul vescovo di Rouen Gombaud per ottenere le reliquie di tre ex vescovi di Rouen. Così il capo di Romano, il corpo intero di Remigio e il corpo di Gildardo andarono a Soissons. Il corpo di san Romano rimase a Rouen e venne ospitato nella cripta della cattedrale o in una cappella adiacente alla porta della città, all'estremità orientale della rue Saint-Romain.
È possibile che il padiglione dell'arcivescovado gli debba la sua denominazione. Vicino a Malpalu, sempre risparmiato dalle inondazioni della Senna, questo luogo sarebbe all'origine del miracolo di san Romano di arrestare l'esondazione del fiume. Alcuni ritengono che l'intero corpo del santo sia rimasto a Rouen (J. Le Maho e A. Legris) o trasportato a Soissons integro (F. Lifshitz) o la sola testa (E. Vacandard).
Su iniziativa dell'arcivescovo di Rouen, Ugo di Cavalcamp, Romano ha ritrovato la chiesa di San-Romano dipendente dalla cattedrale.
Nel 1036, l'arcivescovo Roberto d'Évreux, accompagnato da Gradulfo, abate di Fontenelle, procedette al riconoscimento dei resti di san Romano. Egli depositò nel feretro un verbale del processo. Non avendo i suoi resti abbandonato Rouen, san Romano è riconosciuto come il vero defensor civitatis, cioè il protettore della città.
Nella competizione e rivalità tra la Cattedrale e l'Abbazia di Saint-Ouen sulle reliquie ed i rapporti di forza, l'abate Nicolas di Normandia, ottenne dall'Abbazia di Saint-Medard de Soissons le reliquie che questa aveva ricevuto da Carlo il Calvo, tra le quali vi erano un braccio di Gildardo e la testa di san Romano; la traslazione ufficiale delle reliquie ebbe luogo nel 1090, alla presenza dell'arcivescovo di Rouen Guillaume Bonne-Âme. Questi decise di portare i resti di san Romano nella cattedrale, la cui traduzione ebbe un luogo il 23 ottobre. La cassa, spogliata dei suoi ornamenti, venne rifatta da Rotrou di Warwick nel 1179.
Quando la cattedrale fu ricostruita alla fine del XII secolo, venne dedicata a lui una cappella eretta al livello della torre ovest della facciata occidentale, così come il portale principale.
Nel primo quarto del XIV secolo, in occasione del completamento del portale delle Calende, gli vennero dedicati venti quadrilobi sui pilastri rafforzati orientali, seguendo quanto si apprende dalle prime due Vitae Romani.
È solo nella prima metà del XIV secolo che Romano è rappresentato per la prima volta mentre calpesta un drago, sulla finestra del coro di Saint-Ouen.
Nel gennaio del 1437 venne depositato lo statuto della Confraternita di San Romano presso la cattedrale; essa si componeva di un prevosto, uno scabino, 24 fratelli serventi e dei chierici. La fama e l'importanza che assunse fecero sì che si spostasse dalla piccola cappella del lato destro della navata (attuale cappella Petit Saint-Romain) nel braccio sud del transetto. Essa è decorata con due finestre, realizzate nel 1521 in un laboratorio vicino ad Arnoult di Nimega. La vetrata n. 28, dono della Confraternita di San Romano, rappresenta la sua vita. La vetrata n. 30, donata da Jacques le Lieur, è un panegirico di Saint-Romain. Sette scene della vita del santo sono presiedute dalle virtù teologali e cardinali.
Conservata fino 1804 nella cripta della Chiesa di San Godard, la tomba in marmo rosso è inserita sotto l'altare maggiore del XIX secolo della chiesa di San Romano di Rouen.

### I suoi miracoli leggendari
La distruzione del Tempio di Venere
Non appena ebbe assunto la carica Romano venne sollecitato dai fedeli a rimuovere il tempio di Venere, che si trovava nella ex anfiteatro gallo-romano, situato nel nord della città. In questo tempio un altare era la dedicato alla dea. San Romano vi si recò, stracciò la dedica, e il tempio crollò.
Il miracolo dell'olio santo
un giorno Romano, mentre si stava preparando a consacrare dei fonti battesimali, si rese conto di aver dimenticato il crisma. Inviò un diacono a prenderlo, ma questi, nel fare in fretta, ruppe il vaso del crisma, che si sparse sul terreno. San Romano ne raccolse i cocci pregando, il vaso si ricostituì e il crisma rientrò nel contenitore.
La distruzione del tempio pagano
Romano, partito per evangelizzare la campagna circostante, si trovò un giorno davanti a un tempio pagano, simile a una fortezza, sul quale vide i demoni che danzavano. Inveì contro di essi, ne provocò il capo e il tempio crollò.
Le inondazioni
Frequenti inondazioni devastavano le coltivazioni. San Romano interveniva quando l'alluvione minacciava di essere catastrofica e il fiume rientrava nel suo letto naturale.
Le tentazioni
Alla fine della sua vita, il sant'uomo si era ritirato in un eremo per pregare e meditare. Una povera donna venne a chiedere la carità. San Romano esitava a ricevere una donna, ma non volle mancare ai doveri dell'ospitalità. Fece entrare in casa la donna, che si spogliò e sciolse i suoi capelli. San Romano chiese l'aiuto del Signore ed un angelo intervenne gettando il demone in un pozzo senza fondo.
L'estasi
Poco prima di morire, Romano stava dicendo Messa, quando andò in estasi, il suo corpo si elevò dalla terra, mentre Dio annuncia la data della sua morte.
Il drago, conosciuto anche come la Gargoyle
Sulla riva sinistra della Senna, variava paludi, dove c'era un enorme serpente che divorava persone e bestiame. San Romano decise di espellerlo dal paese, ma per aiutante non trovò altri che una persona condannata a morte, la quale non aveva nulla da perdere. Entrambi giunsero nel territorio del serpente (o drago) e Romano disegnò su di esso una croce: la bestia si accucciò ai suoi piedi, prendendo la sua stola come una cavezza e il condannato a morte la portò, così tenuta al laccio, fin nella città, dove fu bruciata sul sagrato della cattedrale (o gettata nella Senna, a seconda degli autori). La leggenda è all'origine del privilegio dei vescovi di concedere la grazia a un condannato a morte ogni anno, facendogli portare la cassa contenente le reliquie del santo in una processione, privilegio che durò fino 1790.

### Medaglioni di Saint-Romain
La cattedrale contiene un ciclo di venti medaglioni su un pilastro rafforzato, a destra del portale della Calende rappresentanti sei episodi della sua vita. Questo ciclo è composto da quattro colonne di cinque medaglioni, si legge da sinistra a destra e dall'alto in basso, come descritto di seguito:
1. Un angelo appare a Benedetto (il padre di Romano) comunicandogli che sua moglie Felicita sarà presto allietata da una nascita;
2. Gli abitanti di Rouen fanno la loro richiesta al re o richiedente è l'anziano, che ha suggerito al re il nome di romano come capo della diocesi di Rouen, mettendo fine ai dissensi successivi alla morte del vescovo Hidulfo;
3. Il re porge il pastorale episcopale a Romano, vestito come un vescovo;
4. Romano è a cavallo, accompagnato da un suddiacono. Questa scena si riferisce o al suo viaggio per raggiungere Rouen dopo il suo insediamento o ad una visita pastorale;
5. Accompagnato da un diacono romano predica alla folla;
6. Egli deve affrontare una fortezza ", punto di riferimento di Venere" o "grande teatro", un simbolo del paganesimo;
7. La Croce in mano, distrugge con la parola o con i gesti l'edificio che assomiglia a un altare gallo-romano;
8. Egli benedice il fonte battesimale, dopo il recipiente contenente l'olio si è rotto e poi miracolosamente ricostruito. Questo episodio è l'epilogo del miracolo dell'olio santo, di cui le seguenti quattro scene fanno parte;
9. Il diacono porta il vaso;
10. Romano pregare mentre due diaconi portano il vaso;
11. I diaconi porgono il vaso al vescovo;
12. Romano dà il vaso a un diacono;
13. Giunge a cavallo di fronte a una fortezza dalla quale emergono le teste dei demoni che sorvegliano l'edificio;
14. Con la croce in mano, affronta due pagani sulla soglia della fortezza;
15. L'edificio pagano è stato distrutto;
16. Una donna nuda intirizzita dal freddo di una notte d'inverno, parimenti simbolo della lussuria, bussa alla porta di un edificio gotico nel quale si trova Romano che si volge verso di lei. Questa è la prima scena della Tentazione di S. Romano;
17. Egli affronta la donna, che si scalda al fuoco, nuda e con i capelli sciolti per sedurre il Vescovo;
18. Un angelo, dopo la preghiera di Romano, caccia la donna con un bastone;
19. L'Angelo spinge la donna in un pozzo, rappresentazione dell'inferno;
20. Dopo aver resistito alla tentazione, Romano celebra la Messa con la benedizione di Dio, rappresentata dalla sua mano emergente sopra l'altare. Questa scena può anche rappresentare la chiamata di Dio a Romano.